# II. Bajazid oszmán szultán
II. Bajazid (Dimotika, 1447. december 3. – Dimotika közelében, 1512. június 10.) oszmán szultán 1481-től 1512-ig. Bajazid uralkodására a háborúk szakadatlan sora volt jellemző; harcolt a Moldvai Fejedelemség, a Velencei Köztársaság, a Mameluk Birodalom, a Szafavida Birodalom, a Portugál Királyság, és a Magyar Királyság ellen. Katonai reformjaival a Mediterráneum legerősebb tengeri hatalmává tette az Oszmán Birodalmat.

## Élete

### Ifjúkora
Bajazid apja II. (Hódító) Mehmed szultán volt. Bajazid sehzade-t (herceg) 1456-ban, Hétéves korában apja kinevezte Amászia tartomány kormányzójává. 1473-ban részt vett a Kelet-Anatóliát és a mai Azerbajdzsánt ellenőrző Akkojunlu türkmén szultánság és annak vezére Uzun Haszan elleni sikeres hadjáratban. Eredményei dacára azonban mind apja, mind Karamani Mehmed pasa nagyvezír szívesebben vették volna, ha Bajazid helyett öccse, Dzsem herceg, Karaman tartomány kormányzója örökölné a trónt. Az ifjú sehzade ezért nagyon hamar apja ellenzékének vezérévé vált és amásziai udvara biztos menedéket jelentett a Mehmed politikájával elégedetlenek számára.

### Hatalomra jutása
Amikor Mehmed 1481. május 3-án meghalt, Karamani Mehmed pasa futárt küldött Bajazid és Dzsem hercegekért. A nagyvezír arra számított, hogy mivel Dzsem székhelye Konya közelebb van Isztambulhoz, mint Amászia, Dzsem fog hamarabb a fővárosba érkezni és még bátyja feltűnése előtt elfoglalhatja a trónt. Vesztére azonban Mehmed pasa nem volt túl népszerű a janicsárok körében, akik elfogták a Dzsemhez menesztett hírvivőt, majd meggyilkolták magát a nagyvezírt is. Ezután Bajazid fiát, a városban tartózkodó 11 éves Korkut herceget kiáltották ki régenssé, aki természetesen Bajazid megérkezésekor azonnal átadta a trónt atyjának, aki azt 1481. május 22-én hivatalosan is elfoglalta.

### Háborúja Dzsem herceggel
Miután a trónért való versenyfutást elvesztette, Dzsem a régi oszmán fővárosba, Brusszába ment, ahol szultánná kiáltotta ki magát és felajánlotta bátyjának, hogy osztozzanak meg a birodalmon, de Bajazid ezt elutasította. A döntő csatára a Brusszától keletre lévő Yenişehir közelében került sor 1481. június 20-án, ahol Dzsem vereséget szenvedett. A kedvezőtlen fordulat következtében Dzsem kénytelen volt először a Mameluk Birodalomba, majd nem sokkal később a rodoszi johannita lovagokhoz menekülni. Bajazid pedig gyorsan megegyezett a rodosziakkal, hogy amennyiben ők lakat alatt tartják Dzsemet, a szultán cserébe évi 45 000 aranydukáttal járul hozzá a lovagrend költségeihez. Ez a döntés meghatározta Bajazid elődeinél jóval óvatosabb Európa-politikáját is, hiszen egy keresztények által támogatott oszmán herceggel érkező keresztes hadjárat, legalábbis Dzsem haláláig (1495), nagyon is reális veszélynek tűnt.

### Békekötés a Magyar Királysággal
Hunyadi Mátyás magyar király szinte minden követ megmozgatott annak érdekében, hogy ő lehessen Dzsem herceg felügyelője. A nyugati háborúiba egyre inkább belebonyolódó uralkodónak egyrészt valószínűsíthetően nem jött volna rosszul a hercegért járó apanázs, továbbá Dzsem „birtokában” az ország déli határait háborgató kisebb-nagyobb török betörések is elmaradtak volna. Bajazid idejében felismerte Mátyás szándékát és tudván, hogy érdekeik egy irányba mutatnak, örömmel ajánlott tartós békét a magyar királynak, amit 1483-ban meg is kötöttek. Ez a béke néhány apróbb csetepatétól és határvillongástól eltekintve majdnem 40 évig fennállt, csak Bajazid unokája, I. (Nagy) Szulejmán szultán trónra lépését követően tört ki újabb háború a két ország között.

### Hadjárat Moldva ellen
A hagyományosan oszmán vazallus államnak számító Moldva fejedelme III. (Nagy) István még II. Mehmed idejében felmondta az engedelmességet a Portának, majd később Bajazidnak is megtagadta az adófizetést. A szultán, miután sikerült békét kötnie a Magyar Királysággal, személyesen vezetett hadat 1484-ben a hűtlenné vált fejedelemség megbüntetésére. Havasalföldi román és a Krími Kánságból érkezett tatár segédcsapatokkal kiegészülve a török sereg elfoglalta Kilia és Dnyeszterfehérvár erődjeit, majd Bajazid Istvánt a vazallusi státusz elismerésére és az elmaradt adó befizetésére kényszerítette.

### A mameluk háború
A Moldvai Fejedelemség vazallusi státuszának helyreállítását követően Bajazid figyelme dél felé fordult és megpróbálta bekebelezni az Oszmán és a Mameluk Birodalom között lévő Dulkadrida és a Ramazán emírségek területeit. Ez hosszú, hat évig tartó (1485–1491), eredménytelen háborúhoz vezetett a mamelukokkal. Az egyiptomi szultánságot csak Bajazid fia, Szelim lesz képes megtörni 1517-ben.

### Haderőfejlesztés, belső reformok
Amíg Dzsem herceg élt, Bajazid keze meg volt kötve, de így volt ideje birodalma, de legfőképpen hadserege fejlesztésére. A 15. század második felére az oszmán hadseregnek félelmetes hírneve volt, ám Bajazid felismerve a tűzfegyverek jelentőségét, katonáit puskákkal szerelte fel és jelentős, korszerű ágyúparkot létesített. Ez a tüzérségi fölény lesz az, ami majd fiának Szelimnek meghozza a győzelmet a mamelukok és a perzsa Szafavidák felett.
A szárazföldi hadseregfejlesztés mellett nagy figyelmet fordított Bajazid az oszmán flotta korszerűsítésére is. Az alapvetően Belső-Anatóliából származó törökök nem értettek sokat a hajózáshoz, ezt a szultán azzal kompenzálta, hogy a Mediterráneumban nagy helyismerettel rendelkező, a hajózás minden részletét kiválóan ismerő kalózokat fogadta szolgálatába. Ezek a magas állami tisztségekbe került martalócok az uralkodói kegyet szaktudásuk és a tengeri harc fortélyainak átadásával hálálták meg.

### A kiüldözött spanyolországi zsidók betelepítése
Aragóniai Ferdinánd 1492-ben az inkvizíció kérésének engedve kiűzte a zsidókat Spanyolországból. Ezen szefárd zsidók között sokan voltak, akik kiválóan ismerték az európai kultúrát, több nyelven beszéltek, ráadásul ügyes kereskedők is voltak, így Bajazid örömmel fogadta be őket és szolgálataikért cserébe – ők lettek az Oszmán Birodalom diplomatái, kereskedői, kémei – ahogyan a kalózoknál is láttuk, magas állami hivatalokat adományozott nekik. Feljegyezték a szultánról, hogy amikor udvaroncai Ferdinándot dicsérték, így szólt hozzájuk: „Őt merészelitek bölcs uralkodónak nevezni, mikor szegénységbe döntötte az országát és gazdaggá tette az enyémet?”

### A velencei–török háború
Dzsem 1495-ös halálát követően már nem volt semmi, ami visszatarthatta volna Bajazidot attól, hogy Európa ellen forduljon. 1499-ben korszerű flottájával támadást intézett Velence morea-i támaszpontjai ellen és még ugyanebben az évben az első lepantói csatában bebizonyította, hogy a tengerek urának tartott Velencének már nem csak szárazföldön veszedelmes ellenfele az oszmán haderő. A győzelmet követően sorra foglalta el Velencétől a moreai kikötővárosokat, de ekkor került török fennhatóság alá a köztársaság egyik legjelentősebb balkáni kikötője is, Durazzó. 1503-ban Velence békét kért és további területekért, továbbá évi 10 000 aranydukát adóért cserébe meg is kapta azt.

### Utolsó évei

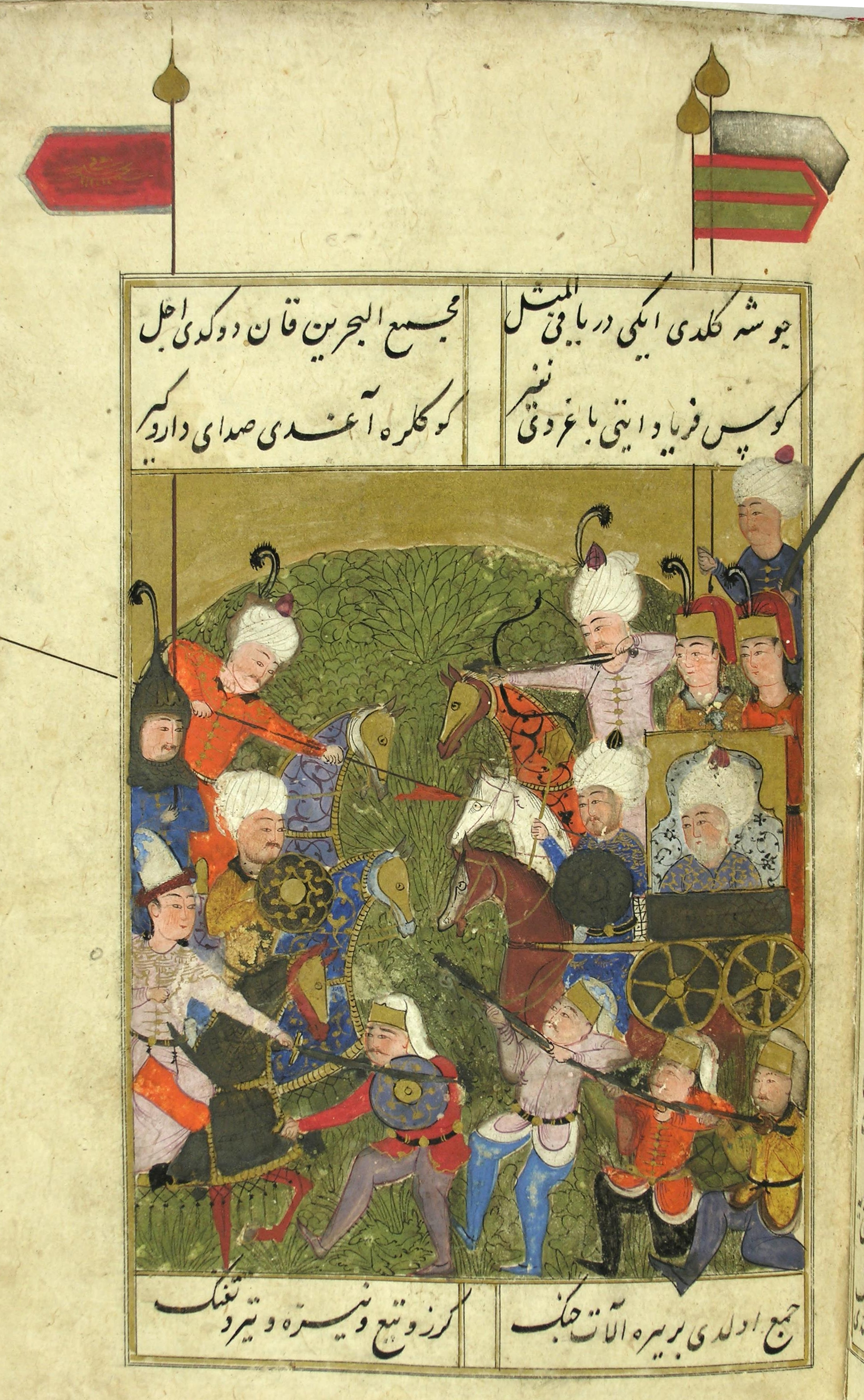
Bajazid összecsap fiával, Szelimmel

1501-ben Iszmáíl a tizenkettes síia tanok és a szúfizmus filozófiáján alapuló Szafavíja vallási rend vezetője, Uzun Haszan unokája elfoglalta a mai Irán északnyugati részében fekvő Tebriz városát és sahnak kiáltotta ki magát. Fő támogatói a síita militáns kizilbasok (vörösfejűek) közül kerültek ki. Ezek a fanatikus harcosok Iszmáílban a régóta várt „rejtőzködő imám”-ot vélték felfedezni, aki a messianizmusra erősen emlékeztető tizenkettes síita tanok szerint egy napon majd visszatér és igazságot hoz a világba.
A Szafavidák hatalmának megerősödése több szempontból is ártalmas volt az Oszmán Birodalomra nézve. Többek között vallási fanatizmusukban üldözni kezdték a szunnitákat és agresszív hittérítő akcióik során be-betörtek az Oszmán Birodalom keleti tartományaiba.
Bajazid viszont vonakodott szembeszállni a Szafavidákkal, ami nézeteltéréshez vezetett Szelim fiával, aki a Fekete-tenger partján álló Trabzon kormányzójaként a keleti fenyegetéssel szembeni sokkal határozottabb fellépést sürgetett.
A sorozatos Szafavida betöréseket, továbbá a birodalom területét is érintő kizilbas felkeléseket megelégelve, Szelim herceg maga is hadat vezetett síita területre, és le is győzte az ellenséges hadsereget. Mivel azonban hadjáratához elmulasztotta apja beleegyezését kérni, cselekedetét engedetlenségnek minősítették. A birodalom lassú káoszba fordulását tehetetlenül néző, öregedő apja, továbbá az utódlási harchoz készülődő bátyjai láttán Szelim úgy döntött, hogy inkább ő lép elsőnek, és nyíltan fellázadt atyja uralma ellen, de 1511-ben Bajazid seregétől Isztambul és Drinápoly között vereséget szenvedett és kénytelen volt Caffába menekülni.
Amikor erről Ahmed herceg tudomást szerzett, Isztambulba sietett abban a reményben, hogy apja lemond a javára, ám a Szelimet támogató janicsárok nem engedték be a városba. A csalódott és dühös Ahmed Anatóliában próbált támogatókat találni, de közben kirobbant egy újabb kizilbas felkelés, és a külső és belső nyomás hatására Bajazid kapitulált és kinevezte Szelimet a hadsereg főparancsnokává. Szelim 1512 áprilisában érkezett meg Isztambulba és április 24-én a janicsárok segítségével lemondatta II. Bajazid szultánt.

A trónját vesztett Bajazid szülővárosa, a trákiai Dimotika felé tartva halt meg 1512. június 10-én. 

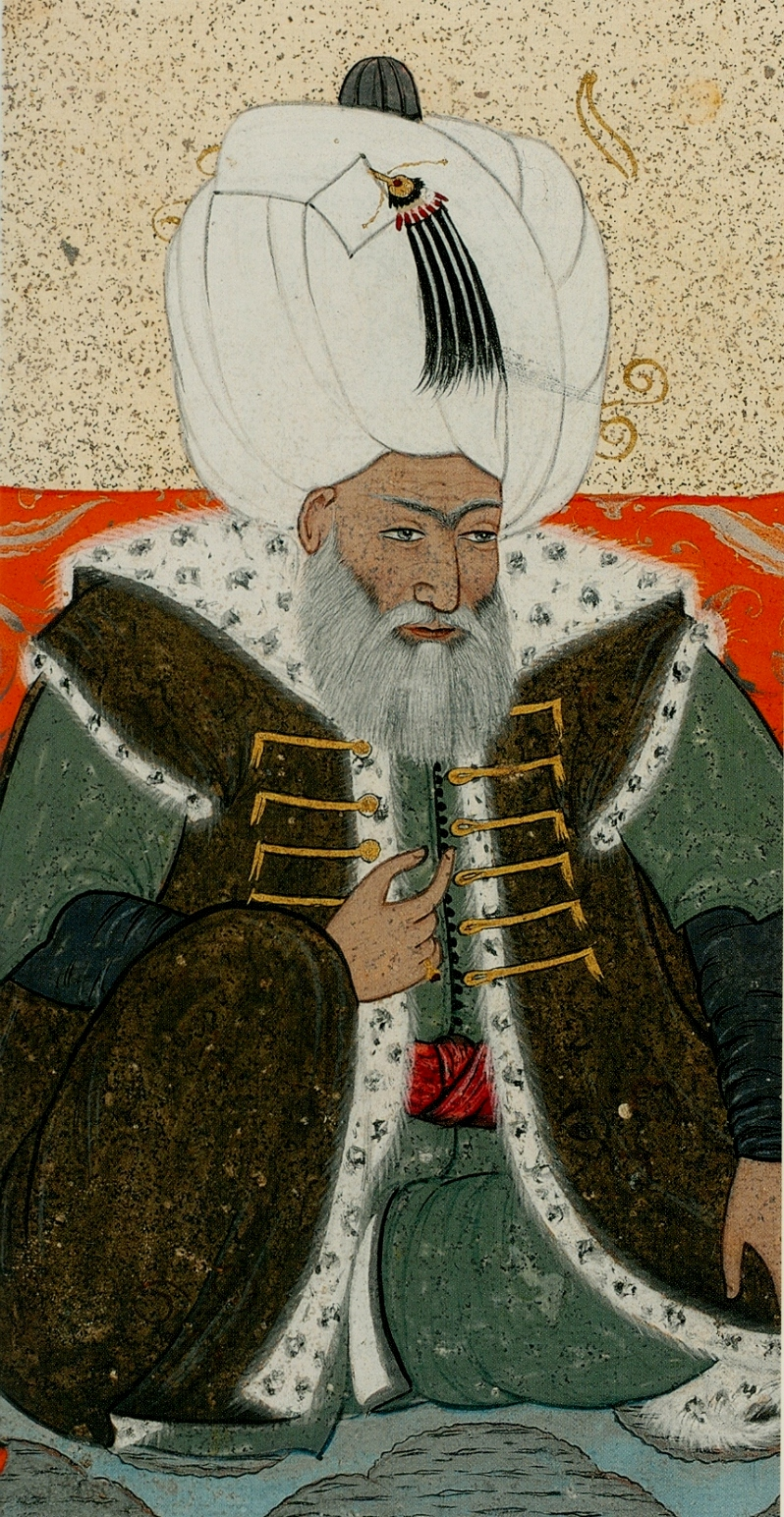
Az idős szultán